# Bifenilpoliclorado

Estrutura química dos PCBs. As posições possíveis dos átomos de Cloro nos anéis aromáticos estão indicadas pelos números nos átomos de carbono

Bifenilos policlorados, em geral conhecidos por PCB (do inglês polychlorinated biphenyl) e, no Brasil, pelo nome comercial Ascarel, constituem uma classe de compostos organoclorados resultantes da adição de átomos de cloro ao bifenilo, composto esse formado por anéis aromáticos ligados por uma ligação simples carbono-carbono.
Como pode ser visualizado na figura ao lado,  os PCBs apresentam diversas substituições possíveis dos átomos de cloro, que variam de 1 a 10 átomos, assim gerando 209 moléculas diferentes.
Os PCBs podem ser produzidos industrialmente através da cloração do bifenilo anidro na presença de cloro férrico ou de ferro metálico como catalisadores.
Os PCBs, ou bifenilos policlorados, foram largamente banidos em 1979 após serem associados a riscos graves  à saúde humana e  ao ambiente. O maior fabricante de PCBs foi a Monsanto, que os comercializou como Aroclor até 1977.

## Propriedades físico-químicas dos PCBs
As propriedades físico-químicas dos PCBs influenciam tanto a sua dinâmica nos compartimentos ambientais como a sua utilização pela indústria e podem ser visualizadas na tabela a seguir.
| CAS                                             | 1336-36-3                     |
| ----------------------------------------------- | ----------------------------- |
| Fórmula Molecular                               | C12H10-nCln, sendo que 1≤n≤10 |
| Massa Molar                                     | 291.99                        |
| Pressão de Vapor (mm Hg) (25 °C)                | 0.000494                      |
| Solubilidade (mg/L)(25 °C)                      | 0.7                           |
| Log Kow                                         | 7,1                           |
| Log Koc                                         | 7.41                          |
| Constante da Lei de Henry (atm-m³/mole) (25 °C) | 0.000415                      |
| Atmospheric OH Rate Constant (cm³/molécula-s)   | 8.13E-013                     |
| Ponto de Ebulição (°C)                          | 340 - 375                     |
| Ponto de fulgor (°C)                            | 170 – 380                     |
| Densidade (kg/L)                                | 1,182 – 1,566                 |

Por serem praticamente incombustíveis, apresentarem baixa pressão de vapor (temperatura ambiente), elevada estabilidade térmica e química, serem resistentes a bases e ácidos, os PCBs têm sido largamente utilizados  para os mais diversos fins, tais como: fluidos dielétricos em transformadores e condensadores; em óleos de corte, lubrificantes hidráulicos; tintas; adesivos; entre outros.
Podem existir tanto na forma de sólidos (gorduras/resinas) como de líquidos (óleos); não possuem cheiro nem sabor; são pouco solúveis em água e a solubilidade decresce com o aumento do número de átomos de cloro na molécula, entretanto, são bastante solúveis em solventes orgânicos, óleos vegetais e gorduras animais.

## Identificação dos riscos

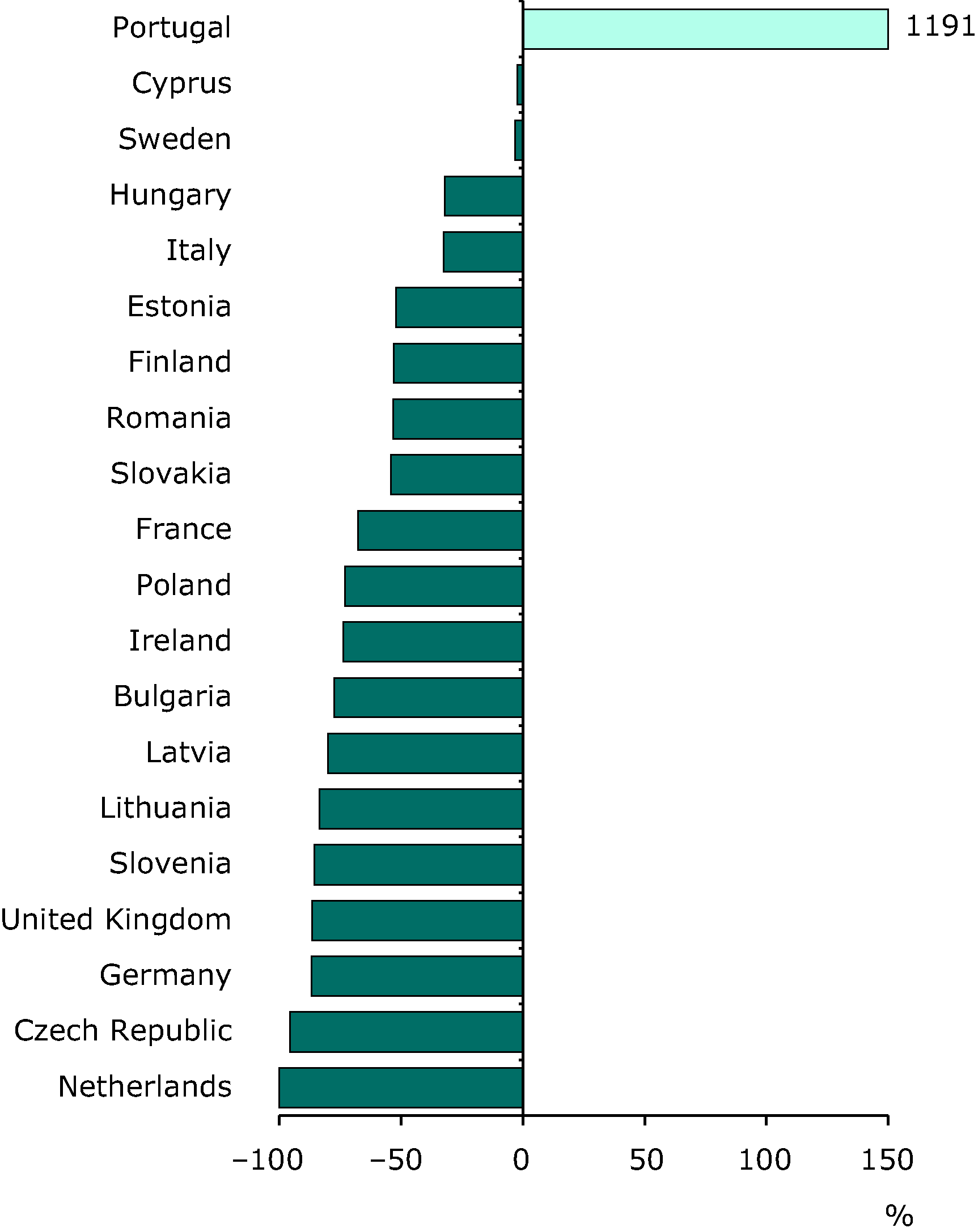
De acordo com as declarações feitas pelos Estados-Membros à Agência Europeia do Ambiente, com a excepção de Portugal, as emissões directas de PCB para a atmosfera diminuíram na Europa no período 1990-2009.

A realização da avaliação dos efeitos adversos sobre a saúde humana causados pelos PCBs  deve levar em consideração a rota de exposição, a duração da exposição e a  composição da mistura de PCBs. Tais variáveis influenciam nos efeitos e nos grupos sujeitos à exposição por PCBs.
A estabilidade química e a ampla disseminação de produtos contendo PCBs, principalmente na primeira metade do século XIX, fez com que tais compostos fossem encontrados em altas concentrações em diferentes compartimentos ambientais devido à sua descarga direta ou indireta no ambiente gerada pelas atividades humanas. Matrizes ambientais contaminadas, como solos ou sedimentos, podem atuar como  reservatório destes compostos,  permitindo a contaminação.
A exposição de organismos aos PCBS ocorre através da ingestão e contato direto com a água, alimentos e sedimentos contaminados e também pela inalação. A taxa de assimilação dos PCBs depende do número de número de átomos de cloro e a sua distribuição na molécula. Os PCBs com poucos de átomos de cloro e baixo valor Kow são mais rapidamente excretados, enquanto que PCBs com grande quantidade de átomos de cloro na molécula são excretados mais lentamente.
O efeito mais comum de exposição aos PCBs é o cloroacne, uma escamação dolorosa que desfigura a pele, semelhante a acne. Essas substâncias quando dentro do  organismo dos seres vivos são transportados pela corrente sanguínea até aos músculos e fígado.  E por serem extremamente lipofílicos, tendem a acumular-se nos tecidos adiposos viscerais onde, estimulando as enzimas hepáticas, causam alterações na função do fígado.  Nos seres humanos além do cloroacne, são observados os seguintes efeitos: hiperpigmentação, problemas oculares, elevação do índice de mortalidade por cancro do fígado e vesícula biliar, dores abdominais, tosse crónica, irregularidade menstrual, fadiga, dor de cabeça e nascimentos prematuros com deformações.
Estudos toxicológicos realizados em cobaias têm demonstrado que a contaminação por PCBs pode causar alterações nas funções reprodutivas dos organismos, como na maturação sexual e efeitos teratogénicos. Tais efeitos permitem que os PCBs possam propagar-se ao longo de toda a cadeia trófica, através da bioacumulação, o que afeta todas as espécies. É valido ressaltar que os efeitos tóxicos dos PCBs variam com o modo de exposição, idade, sexo e com a área de exposição do corpo onde há a concentração desse composto.

## Possíveis fontes
Os bifenilos policlorados podem ser lançados no meio ambiente através de derramamentos acidentais e vazamentos durante o seu transporte, e de vazamentos ou incêndios em produtos que contenham PCBs. Outras fontes desses compostos são depósitos de resíduos perigosos; eliminação ilegal ou inadequada de resíduos industriais e produtos de consumo, como por exemplo, peixe; vazamentos de antigos transformadores elétricos contendo PCBs, e incineração de resíduos urbanos. Uma fonte adicional de PCBs é a volatilização dos aterros contendo transformadores, capacitores e outros resíduos PCBs e de corpos de água contaminados, como o dos Grandes Lagos na América do Norte.

## Destino e transporte dos PCBs
O destino e comportamento dos PCBs no ambiente são influenciados pelas suas propriedades físico-químicas, principalmente sua pressão de vapor, solubilidade em água e lipofilicidade. Os PCBs menos clorados possuem pressão de vapor e solubilidade em água maior do que os mais clorados, os quais são mais lipofílicos. Estas diferenças exercem um grande efeito na persistência e seu coeficiente de partição entre os diferentes compartimentos ambientais.
Por causa dessas características, os bifenilos policlorados apresentam alta resistência à degradação e ao serem libertados no ambiente, tendem a acumular-se nos organismos bem como biomagnificarem-se ao longo da cadeia
Por serem pouco solúveis em água (solubilidade = 0,7 mg/L) e devido a alto Kow (log Kow: 7,1), tendem a particionar-se fortemente na matéria orgânica, evitando a fase aquosa e a solução do solo. Sofrem pouca volatilização, migrando pouco para o ar/atmosfera, devido à baixa pressão de vapor (0,000494 mmHg) e  à baixa constante de Henry (0,000415 atm-m³/mol).  Sofrem dispersão através da mobilidade do sedimento, o qual incorporam.
Devido à sua alta estabilidade química, apresentam alta resistência à degradação e podem gerar compostos secundários extremamente tóxicos como dibenzodioxinas e dibenzofuranos por oxidação parcial.
Na cadeia alimentar a entrada dos PCBs ocorre devido à sua capacidade de bioacumulação, mecanismo pelo qual ocorre a acumulação do contaminante resultante da absorção e eliminação simultânea; e de biomagnificação, resultante da acumulação da concentração do contaminante nos tecidos dos organismos vivos na passagem de cada nível trófico da cadeia alimentar. A lipofilicidade dos PCBs, a estrutura e dinâmica da cadeia alimentar, onde a concentração do contaminante aumenta com a cadeia trófica, determinam o seu potencial de biomagnificação. Assim sendo, o ser humano está sujeito a maior exposição aos contaminantes, pois ocupa o último nível trófico da cadeia alimentar.
A acumulação destes contaminantes ocorre pela ingestão e contato com água, sedimentos e alimentos contaminado. Para os PCBs, a taxa de assimilação (fase na qual as substâncias químicas são introduzidas no organismo) varia conforme o número de átomos de cloro e a sua distribuição na molécula. Portanto, os PCBs com poucos átomos de cloro são mais facilmente excretados, enquanto aqueles que possuem muitos átomos de cloro são excretados mais lentamente .
Visto o que foi exposto acima, é possível traçar a rota desses compostos no ambiente conforme mostra a figura abaixo.

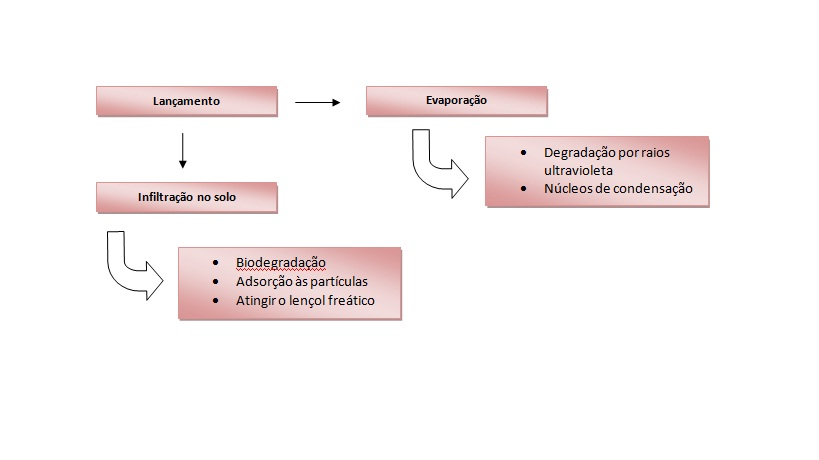
Rotas dos PCBs no ambiente

## Reações
Os PCBs são compostos de difícil destruição devido à sua alta estabilidade química. Portanto são necessários processos específicos para que isso ocorra como os químicos, térmicos ou biológicos. Em relação aos processos biológicos, os PCBs em ambiente aquático  podem sofrer a biodegradação pela ação do metabolismo dos microorganismos, o que pode ocorrer em condições aeróbias ou anaeróbias, porém trata-se de um processo lento. Em aerobiose envolve reações de mono e dioxigenase, sendo incorporada pela água ao término da reação. Em anaerobiose, as substâncias inorgânicas como nitratos, sulfatos e monóxido de carbono atuam como aceitadores de eletrões. Outra reação que pode ser associada aos bifenilos é a degradação intencional. Esse é um método utilizado para eliminação de PCBs através da incineração a elevadas temperaturas. Porém, em decorrências deste processo, compostos secundários altamente tóxicos, tais como o PCDF (policlorodibenzofurano) e PCDD (policlorodibenzodioxinas), podem ser gerados pela sua combustão incompleta.

## Acidentes com PCBs
Em meados do século XIX o engenheiro William T Love propôs o desvio do Rio Niagara, para geração de energia. Porém, o projeto não foi levado adiante e o canal construído tornou-se depósito de lixo local. Em 1953 a Hooker Eletrochemical Company instalou-se na região e passou a aterrar o canal com resíduos industriais.
Em 1955, com a capacidade de aterro esgotada, a área foi vendida para a Comissão Escolar de Niagara Falls, que construiu uma escola no local. 
Em 1960 apareceram os primeiros indícios de contaminação do solo com óleo, porém apenas em 1976 foi publicado nos media local os problemas de saúde. Em 1978, ao perceberem casos de doenças concentrados principalmente nas crianças, os moradores fundaram a Love Canal Homeowners Association (LCHA), como o objetivo de organizar manifestações para pressionar as autoridades e juntar fundos para evacuar os residentes. A apuração das responsabilidades sobre o passivo ambiental ainda não foi finalizada, mas a empresa Oxychem, sucessora da Hooker, em acordo, aceitou indemnizar o Estado de Nova York em US$98 milhões e assumir os encargos financeiros futuros de remediação e monitorização da área. Segundo estimativas, o poder público já gastou cerca de US$250 milhões em ações relacionadas à limpeza, remoção das famílias e indenização pelas propriedades.

## Remediação dos PCBs
A remediação desses compostos pode ocorrer através da aplicação de técnicas de escavação e remoção, seguidas de incineração. Outras técnicas são a lavagem do solo ou a destruição in situ. Entretanto, para a aplicação de tais métodos é necessária a aprovação do órgão regulamentador. A técnica mais adequada é a biorremediação, na qual são utilizadas algumas espécies de bactérias ou fungos capazes de utilizar o bifenilo como fonte de carbono e energia e, assim, degradar o PCB.
As espécies de bactérias utilizadas serão Achromobacter spp., Acinetobacter spp., Alcaligenes  eutrophus, e a espécie de fungo utilizada será a Phanerochaete chrysosporium. O ataque microbiano à molécula de PCB pode ser feito por via aeróbia ou anaeróbia, e, após uma série de reações, os PCBs serão utilizados como receptores de eletrões. Os eletrões serão introduzidos entre as ligações C–Cl, levando à libertação do ião cloro e à adição do ião hidrogênio ao átomo de carbono.

## Denominações comerciais
Misturas  de  PCBs foram vendidas com os seguintes nomes: